# ブッシュバックリッジ
ブッシュバックリッジ（Bushbuckridge）は、南アフリカ共和国ムプマランガ州エシャンゼニ郡にある都市（B自治体）。